# Dyschoriste prostrata
Dyschoriste prostrata är en akantusväxtart som beskrevs av Wassh. och Wood. Dyschoriste prostrata ingår i släktet Dyschoriste och familjen akantusväxter. Inga underarter finns listade i Catalogue of Life.